# Charles-Germain de Saint-Aubin
Charles-Germain de Saint-Aubin (Parigi, 17 gennaio 1721 – Parigi, 6 marzo 1786) è stato un disegnatore e incisore francese.  Noto per aver scritto L'Art du brodeur un trattato tecnico sul ricamo pubblicato nel 1770.

## Biografia
Figlio di Gabriel-Germain de Saint-Aubin (1696-1756) ricamatore del re Luigi XV, fu il maggiore di sette figli e fratello di Gabriel-Jacques e Augustin.
Allievo di Étienne Jeaurat e Hyacinthe Collin de Vermont. Contemporaneamente insegnò disegno alla scuola d'arte Jacques-François Blondel e le sue prime incisioni risalgono al 1750. Nel 1770 si recò nelle Fiandre per studiare i dipinti dei pittori fiamminghi e il lavoro delle fabbriche di merletti. Presentò il suo trattato sul ricamo all'Accademia francese delle scienze, che fu accettato e pubblicato. L'artista fu autore di una serie di incisioni ornamentali su svariati argomenti e fu considerato un caricaturista di talento.

## Opere
- L’Art du Brodeur. Paris, L. F. Delatour, 1770, réimp. Los Angeles, Los Angeles County Museum of Art, 1983 ISBN 9780875871103
- Bouquets champêtres dédiés à Madame la Marquise De Pompadour. Paris, Veuve F. Chéreau, s.d.
- Essai de papillonneries humaines. Paris, s.d. [vers 1748-1756]. Washington (D.C.), National Gallery of Art, Rosenwald Collection
- Premier recueil de chiffres inventés par de Saint Aubin, dessinateur du Roi. Paris, F. Chéreau, 1788